# Otto Pérez Molina
Otto Pérez Molina (Født 1. december 1950) er en Guatemalansk politiker, der mellem 14. januar 2012 og 3. september 2015 var Guatemalas præsident. Han er uddannet officer ved School of the Americas og har graden brigadegeneral. Før han gik ind i politik for partiet Partido Patriota var han chef for militærets efterretningstjeneste.
Den 2. september 2015 blev Molina anklaget for korruption og havde fået fjernet hans immunitet af kongressen en dag tidligere. Han blev arresteret den 3. september 2015.